# Onthophagus kaosoidowensis
Onthophagus kaosoidowensis là một loài bọ cánh cứng trong họ Bọ hung (Scarabaeidae).